# 翁家揚
翁家揚（英語：Joey Yuk Ka Yeung，生年不詳 - ），香港新聞從業員，現任NowTV 財經台及新聞台總主播。

## 簡歷
翁家揚在2018年曾經短暫加入無綫電視，曾為無綫新聞首席財經記者。他任職無綫電視新聞部期間主持翡翠台、無綫新聞台及財經.資訊台各類型財經新聞及分析節目如《交易現場》、《環球財經消息》、《智富360》，於2019年回歸Now新聞工作為首席新聞財經主播，現為該台總主播。